# Corneille du Sinaloa
Corvus sinaloae
Espèce
Répartition géographique
Statut de conservation UICN

 LC  : Préoccupation mineure
La Corneille du Sinaloa (Corvus sinaloae) est une espèce de passereaux de la famille des Corvidae.

## Référence
- Davis, 1958 : Acoustic evidence of relationship in North American crows. Wilson Bulletin 70 pp. 151–167. Texte original